# Magyar Dudazenekar
A Magyar Dudazenekar 1989-ben alakult a Táncházmozgalom keretein belül. A zenekar ötlete többek között ifjabb Csoóri Sándor nevéhez fűződik. Célja a magyar duda kárpát-medencei hagyományainak megőrzése, külföldi megismertetése.

## Története
A zenekar 1989 január 5-én alakult meg többek között ifjabb Csoóri Sándor kezdeményezésére.

## Tagjai
• A zenekar tagja volt Pál István tereskei „tudós” pásztor, az „utolsó dudás”.
• Táncosok: Babinecz Sándor, Nagy Zoltán József „Púder” (†), Szente János
• Énekesek: Bognár Szilvia, Csepilek Mónika, Csonka Boglárka, Strack Orsolya
• Dudások: Adorján István, Agócs Gergely, Ágoston Béla, Balla Zoltán, Bese Botond (egyben dudakészítő), ifjabb Csoóri Sándor, Dömötör Gábor, Dsupin Pál, G. Szabó Zoltán, Istvánfi Balázs (egyben dudakészítő), Juhász Zoltán, Karakas Zoltán Zsolt (zenekarvezető), Koroknai Szabolcs, Kozák József (egyben dudakészítő), Kurdi Gábor (egyben dudakészítő), Lányi György, Németh Anna, Németh Miklós, Nagy Gábor, Okos Tibor, Petre Attila, Pék Zsuzsa, Szokolai Balázs, Tobak Ferenc, Vaskó Zsolt, Végh Andor, Vladár Károly
• Gyakran szerepelnek együtt a Magyar Tekerőzenekarral.

## Diszkográfia
A Dudszenekar máig egyetlen CD-je:
- „Dudásom, dudásom, kedves muzsikásom”. Dudaszó Hallatszik Alapítvány, 2004

## Kiadványok
A zenekar tagjainak hangzókiadványai:
- Az utolsó dudás I. Pál István nógrádi pásztor zenei öröksége. Magyar Művelődési Intézet, 1998 (MMIMK 101)
- Az utolsó dudás II. Pál István nógrádi pásztor zenei öröksége. Magyar Művelődési Intézet, 1998 (MMIMK 102)
- Ég felettünk, ég alattunk. Magyar dudazene. (szerk.: Juhász Zoltán), 2000
- Moldvai csángómagyar „síposok” (Stuber György gyűjtése). Etnofon, 2002
- Istvánfi Balázs: Szól a duda, 2002
- Istvánfi Balázs: Toronyalja, 2003
- Magyar dudások. Archív felvételek. (szerk.: Lányi György) Téka Alapítvány, 2004
- Istvánfi Balázs: Duda – idő nélkül. Fonó, 2007
- Pál István: Zöld erdőben lakom (Palóc pásztorzene), 2010
- Kukucska Ernő nógrádi dudás és furulyás hagyatéka. CD melléklet (szerk.: Juhász Zoltán) Hagyományok Háza, Budapest, 2010 (második, javított kiadás)
- Az utolsó dudás. Pál István nógrádi pásztor zenei öröksége. CD melléklet (szerk.: Juhász Zoltán) Hagyományok Háza, Budapest, 2010

A zenekar tagjainak megjelent könyvei:
- ifj. Csoóri Sándor: Dudanóták gyűjteménye (énekelt dallamok). összeállította: Csoóri Sándor. Somogy Megyei Művelődési Központ, 1986
- ifj. Csoóri Sándor: Varázsjelek. Út a magyar ősműveltséghez a zenetanulás alapján. 2000, 2003
- ifj. Csoóri Sándor: Zeneszavak. 277 magyar pentaton népdal képzeletfejlesztő képekkel. 2004
- Karakas Zoltán: Tudós dudás. Mesék, legendák ördöngős dudásokról, dudás ördögökről. é.n.
- G. Szabó Zoltán: A duda. A Néprajzi Múzeum tárgykatalógusai 9. Néprajzi Múzeum, Budapest, 2004.
- Okos Tibor: A hangszeres magyar népzenéről. Flaccus Kiadó, 2004
- Juhász Zoltán: A zene ősnyelve. Fríg kiadó, 2006
- Stuber György: Moldvai csángómagyar „síposok”. Kriza János Néprajzi Társaság, 2010
- G. Szabó Zoltán – Hála József: „Dudásoknak, kanászoknak közzibül, közzibül...”. Timp Kiadó, 2010
- Juhász Zoltán: Kukucska Ernő nógrádi dudás és furulyás hagyatéka. Hagyományok Háza, Budapest, 2010 (második, javított kiadás)
- Juhász Zoltán: Az utolsó dudás. Pál István nógrádi pásztor zenei öröksége. Hagyományok Háza, Budapest, 2010

## Fontosabb fellépéseik
- 1979-ben a SzFMH-ban (Szakszervezetek Fővárosi Művelődési Háza) először mutatkozott be a magyar dudások legifjabb generációja
- 1994-től Egri Dudástalálkozó
- 1997-ben meghívást kaptak a Németországban élő szorbok dudások találkozójára
- 1998-ban a csehországi Strakoniceben világméretű dudástalálkozó